# 小山道夫 (政治家)
小山 道夫（こやま みちお、1929年（昭和4年）8月21日 - 2009年（平成21年）3月16日）は、昭和から平成時代初期の政治家。埼玉県蓮田市長。

## 経歴
埼玉県南埼玉郡綾瀬村（蓮田町を経て現蓮田市）出身。1950年（昭和25年）早稲田大学専門部商科卒業。1982年（昭和57年）から蓮田市長を2期務めた。